# George Karsten
George Henry Karsten (Rostock, 1863 – Halle, 1937) è stato un botanico tedesco.
Docente all'università di Halle dal 1909 al 1930, nel 1903 pubblicò la raccolta botanica Vegetationsbilder, prodotto dei suoi vari viaggi scientifici.